# Andrena heteropoda
Andrena heteropoda är en biart som beskrevs av Cockerell 1922. Andrena heteropoda ingår i släktet sandbin, och familjen grävbin. Inga underarter finns listade i Catalogue of Life.